# Маули, Иенг
Иенг Маули (кхмер. អៀង មូលី; род. 1950, Прейвэнг) — камбоджийский политик и государственный деятель, в 1993—1998 годах — министр информации, с 2008 года — старший министр, помощник премьер-министра Камбоджи. Участник борьбы против провьетнамского режима НРК, генеральный секретарь Национального фронта освобождения кхмерского народа в 1988—1992 годах. Вице-председатель Буддистской либерально-демократической партии в 1993—1997 годах. Инициатор партийного раскола. Основатель и лидер Буддистской либеральной партии.

## Образование и работа во Франции. Участие в KPNLF
Родился в аграрном регионе на восточном берегу Меконга. Окончил королевский университет в Пномпене по коммерческой специальности. В 1974 году выехал во Францию, два года учился в экономико-техническом институте парижской Консерватории искусств и ремёсел. Работал бухгалтером и финансовым ревизором.
В период правления Красных кхмеров и полпотовского геноцида находился в эмиграции. После свержения «Красных кхмеров» вьетнамской интервенцией Иенг Маули не принял новый режим НРК из-за его провьетнамской и просоветской ориентации. В 1982 году Иенг Маули перебрался из Франции в Таиланд и присоединился к Национальному фронту освобождения кхмерского народа (KPNLF) — прозападному крылу оппозиционной коалиции. В 1988 году стал генеральным секретарём KPNLF.

## В руководстве БЛДП. Министр информации и координатор разминирования
В 1991 году были заключены Парижские соглашения о политическом урегулировании в Камбодже. Были достигнуты договорённости о восстановлении монархии, возвращении на трон короля Сианука, проведении свободных выборов. В мае 1992 года KPNLF преобразовался в Буддистскую либерально-демократическую партию (БЛДП) во главе с Сон Санном. Иенг Маули занял в партии пост вице-председателя.
На выборах в мае 1993 года БЛДП получила 3,8 % голосов и 10 мандатов в Национальной ассамблее из 120. Правительство сформировалось на основе коалиции всех парламентских партий — ФУНСИНПЕК короля Сианука, Народной партии Камбоджи (бывшие коммунисты Хун Сена) и БЛДП.
Иенг Маули занял пост министра информации в кабинете Нородом Ранарита—Хун Сена. Сыграл видную роль в принятии камбоджийского закона о печати. Он возглавил также Cambodian Mine Action Center (CMAC) — правительственный центр по разминированию территории. Это было важной позицией, поскольку минная война являлась одной из ключевых составляющих боевых действий 1979—1989.

## Партийный раскол. Продолжение правительственной службы
Несмотря на декларируемый антикоммунизм и либерализм, политический стиль Иенг Маули отличается прагматизмом и компромиссностью. В правительстве он ориентировался на Хун Сена как «сильного человека» режима. Это привело к конфликту Иенг Маули с Сон Санном, который во главе БЛДП продолжал ту же политику, что в KPNLF.
В 1995 году в БЛДП произошёл раскол. Сон Санн и Иенг Маули исключили друг друга из БЛДП. 9 июля 1995 года съезд БЛДП, бойкотированный сторонниками Сон Санна, единогласно избран Иенг Маули председателем партии. Конфликт продолжался, и осенью принял жёсткие формы — вплоть до террористической атаки на сторонников Сон Санна 30 сентября 1995 года, в результате которой десятки человек получили ранения.
В 1997 году Сон Санн покинул Камбоджу. БЛДП прекратила существование. Сторонники Сон Санна создали партию имени своего лидера. Иенг Маули учредил Буддистскую либеральную партию. На выборах 1998 года партия Сон Санна получила 0,89 % голосов, партия Иенг Моули — 0,64 %. Ни та, ни другая в парламент не прошли.
В 1998—2008 годах Иенг Маули руководил CMAC. С 2008 года занимал пост старшего министра и помощника премьер-министра Хун Сена. Назначен также первым заместителем председателя правительственного Совета по развитию сельского хозяйства и председателем Координационного комитета борьбы со СПИДом, туберкулёзом и малярией.